# 学校法人聖学院
学校法人聖学院（がっこうほうじん せいがくいん）は東京都北区に本部をおき、聖学院大学、聖学院中学校・高等学校など2つの幼稚園、小学校、2つの中学校・高等学校、大学を設置する学校法人。

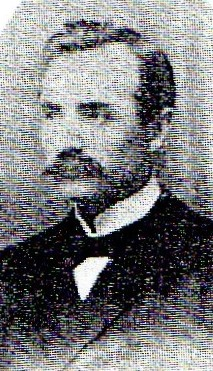
創設者の１人H・H・ガイ宣教師

本学は、1903年に宣教師のハーヴェイ・H・ガイ (Harvey Hugo Guy)と学習院大学教授の石川角次郎により、東京都文京区の本郷森川町教会（現在の東京大学赤門付近、現存せず。）に設立された、聖学院神学校に由来する。

## 学院標語
Love God and Serve His People
"神を仰ぎ、人に仕う"

## 設置している学校
- 聖学院大学
- 聖学院中学校・高等学校
- 女子聖学院中学校・高等学校
- 聖学院小学校
- 聖学院幼稚園
- 聖学院みどり幼稚園

過去に設置していた学校
- 女子聖学院短期大学
- 聖学院アトランタ国際学校

## 歴代理事長
- 石川清（1951年 - 1985年）
- 大木英夫（1985年 - 2011年）
- 阿久戸光晴（2011年 - 2017年）
- 清水正之（2017年 - ）

## 歴代聖学院院長
- 石川角次郎（1920年−1930年）
- 大木英夫（2005年−2007年）
- 小倉義明（2007年−2012年 ）
- 阿久戸光晴（2012年−2017年）
- 山口博（2017年−）